# Хайруллина, Миннура Галеевна
Миннура Галеевна Хайруллина (8 августа 1926 — 20 июня 2016) — советская работница сельского хозяйства, свинарка совхоза «Мамадышский», Герой Социалистического Труда.

## Биография
Родилась 8 августа 1926 году в деревне Арташка Мамадышской волости Мамадышского кантона Автономной Татарской Советской Социалистической Республики. С ранней смертью отца ей пришлось помогать матери растить двух детей-сирот. С образованием у них совхоза, мать пришла туда работать свинаркой, позже к ней присоединилась старшая дочь. Миннура, помогая им, скоро тоже освоила эту профессию. Особенно трудно было в годы Великой Отечественной войны. После войны, набравшись опыта, Хайруллина была переведена на ответственную работу в свинарнике-маточнике. В 1958 году Миннура Галеевна впервые стала участницей ВДНХ СССР и получила медаль.
Вступила в ряды КПСС, много лет возглавляла социалистическое соревнование животноводов Мамадышского района, удостоившись в 1960 году звания ударника коммунистического труда. Вплоть до выхода на пенсию она передавала свой опыт молодым свинаркам совхоза «Мамадышский».

## Награды
- 22 марта 1966 года М. Г. Хайруллиной было присвоено звание Героя Социалистического Труда с вручением ордена Ленина.
- Также была награждена медалями ВДНХ СССР